# Серж Бургињон
Серж Бургињон (фр. Serge Bourguignon; Менле-Монтињи, 3. септембар 1928) је француски редитељ, сценариста и глумац.

## Биографија
Рођен је 3. септембра 1928. у Пикардију. Похађао је Националну школу лепих уметности, смер сликарство и вајарство, кроз уметност се заинтересовао за кинематографију. Институт за напредне филмске студије у Паризу је похађао 1948—50. Од 1951. године је пратио Андреа Звобода на његова снимања у Мароку где је следеће године снимио свој први кратки филм и Le Rhin Fleuve International са Звободом. Истраживао је океанографију у Гренланду, снимао на Далеком истоку, учествовао је у експедицији у Балију, Борнеу и Тибету. У Индији је режирао документарни филм Sikkim, terre secrète 1956, а годину дана касније Jeune Patriarche у Кини, за који је освојио своју прву награду на Филмском фестивалу у Фиренци. Године 1960. се прославио кратким филмом Le Sourire са којим је освојио Златну палму на Канском филмском фестивалу. Године 1962. је добио Оскара за најбољи међународни филм Недеље у граду Аврају.

## Филмографија

### Редитељ

#### Кратки филмови
- 1948: Académie de peinture
- 1953: Médecin des sols
- 1954: Démons et Merveilles de Bali
- 1954: Bornéo
- 1957: Jeune Patriarche
- 1958: Marie Lumière[4]
- 1959: Le Montreur d'ombres
- 1959: Escale
- 1960: Le Sourire
- 1960: Étoile de mer

#### Играни филмови
- 1956: Sikkim, terre secrète (документарни филм)
- 1962: Недеље у граду Аврају
- 1965: The Reward
- 1967: Two Weeks in September
- 1978: Mon royaume pour un cheval (документарни филм)
- 1985: The Fascination

#### Телевизијске документарне серије
- 1980: Le Signe du cheval (шест епизода)
- 1992—1995: Impressions d'extrême-océan (шест епизода)
- 1994: Le Sourire et la Conscience (две епизоде)

### Сценариста
- 1952: Le Rhin fleuve international

### Помоћни редитељ
- 1950: Les Enfants terribles[5]
- 1951: Capitaine Ardant

### Глумац
- 1951: Capitaine Ardant
- 1962: Недеље у граду Аврају

### Публикација
- 1955: Sikkim ou le langage du sourire[6]

### Дискографија
- 1956: Musique Tibétaine du Sikkim[7]